# Lysichiton americanus
Espèce
Classification phylogénétique
Le Lysichiton américain (Lysichiton americanus) est une espèce de plante à fleurs de la famille des Araceae.
Elle est aussi appelée « Faux Arum », « Arum d'Amérique » ou « Lysichite jaune ».
Originaire de la façade Ouest du nord de l'Amérique (Canada et États-Unis d'Amérique, de l'Alaska à la Californie), elle est signalée en France comme échappée de jardins depuis 1995, où elle est devenue localement invasive.
À ne pas confondre avec :
- Lysichiton X hortensis (L americanus X camtschatcensis), hybride (stérile) plus grand, peu odorant et à spathe jaune plus pâle[1].
- Lysichiton camtschatcensis (à spathe blanche)[1]

## Nomenclature et étymologie
L’espèce a été décrite et nommée par deux botanistes, un Suédois Eric Hultén et un Américain Harold St. John, sous le nom Lysichitum americanum (qui deviendra Lysichiton americanus), dans Svensk Botanisk Tidskrift 25(4): 455–457, en 1931.
Le nom de genre Lysichiton est formé de deux étymons grecs 1) lysis (λύσις) signifiant « action de délier, relâcher » 2) chiton (χιτών) « tunique » dorienne en laine, courte et sans manche, portée par les anciens Grecs (Bailly), par allusion à la spathe de la plante qui s’ouvre comme une tunique que l’on détache à mesure que la plante fleurit puis qui se flétrit peu après l’anthèse.
L’épithète spécifique americanus est un adjectif de latin scientifique signifiant « américain ».

## Description
C'est une plante herbacée vivace.

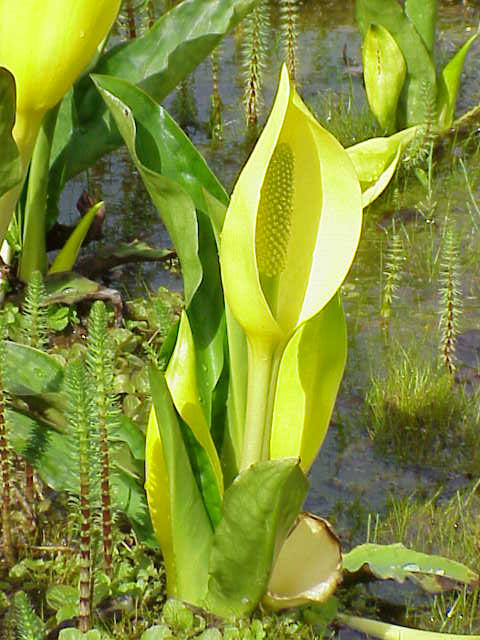
Lysichiton americanus.

- Rhizome de 30 cm de long ou plus et de 2,5 à 5 cm de diamètre[3].

- Feuilles : entières, ovales, larges et pouvant dépasser le mètre, elles évoquent celles du tabac, portées par un pétiole robuste de 5 à 40 cm de long. Elles ont des nervures épaisses qui ne se développent qu'après la floraison. Les feuilles dépérissent en hiver mais via son rhizome, la plante peut vivre 80 ans ou plus[1].

- Fleurs : les inflorescences évoquent celles des Arum, mais sont grandes (30 cm) et jaunes vif. Le spadice de 6-15 cm est composé de plusieurs centaines de fleurs et entouré d’une bractée (ou spathe) jaune vif, de 12 à 25 cm. 
Un pied porte 2 à 4 inflorescences par saison. 
On a d’abord cru que cette plante était monoïque et/ou dioïque, mais elle est en réalité caractérisée par un hermaphroditisme successif (dichogamie protogyne, c’est-à-dire que les fleurs femelles sont matures avant les fleurs mâles. La fleur possède généralement 4 tépales verts et d’un ovaire quadrilobé composé de 1 à 2 ovules au sein de 2 carpelles prolongées par un style et un stigmate. Lorsque la plante devient mâle, 4 étamines se forment dans la fleur (par paires). Les spadices dégagent (tout comme les parties froissées de la plante) une odeur musquée de moufette[1] qui attire les insectes.
Le Lysichiton americanus est pollinisé par des adultes d’un coléoptère Peelecomalius testaceum (Coleoptera : Staphylinidae), qui se nourrissent du pollen et utilisent les inflorescences comme site d’accouplement. L’odeur distinctive produite par les inflorescences agit comme un attractif initial pour les coléoptères, qui réagissent en initiant un comportement de recherche pour les spathes jaunes[3].
- Fruits : apparaissant de la mi-juin à juillet en France. L'infrutescence est constituée de 150 à 350 baies vertes disposées en épi le long du spadice. Chacune abrite 1 à 2 graines brun-rouge. Les fruits tombent au sol et libèrent leurs graines qui peuvent notamment être disséminées par l'eau (la reproduction peut aussi se faire par fragmentation/dispersion de rhizomes)[1].

## Distribution et habitats

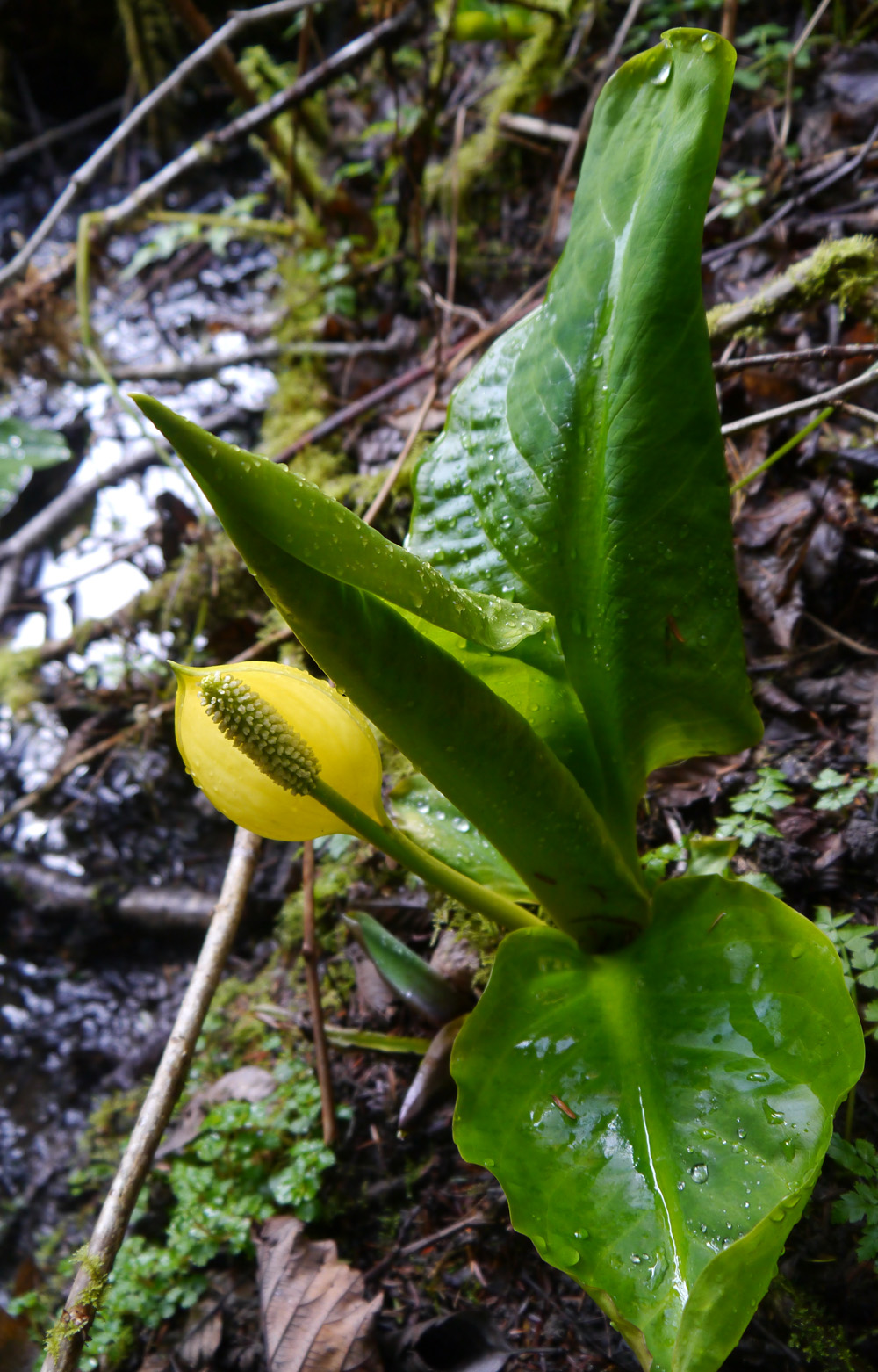
Lysichiton americanus', dans son habitat naturel (sol forestier au bord d'un ruisseau) dans le Redwood National Park, au nord de la Californie.

Le Lysichiton americanus est originaire de la façade ouest de l’Amérique du Nord : Alaska, îles Aléoutiennes, Colombie-Britannique, Californie, Idaho, Montana, Oregon, Washington.
Elle a été introduite en Europe, en Belgique, Danemark, Finlande, Allemagne, Grande-Bretagne, Irlande, Pays-Bas, Suède et Suisse.
Elle croît dans les zones riches en matière organique, plutôt acides, humides à gorgées d'eau (tourbières, mégaphorbiaies, berges de ruisseaux de forêt alluviale, queues d'étangs…

## Situation en Europe
Spectaculaire, cette plante doit aussi être considérée comme envahissante, son apparition en Europe semble être due à des plantations sauvages et illégales, dans les zones humides ou à des échappées de jardin. Introduite en 1901 au Royaume-Uni sous le nom erroné de L. camtschatcense, après la Seconde Guerre mondiale, elle a peu à peu été retrouvée dans la nature en Angleterre et en Irlande, puis dans divers pays d’Europe de l'Ouest à partir des années 1980. On la trouve actuellement à l'état « sauvage » en Suède (depuis 1981), Danemark (1981), Norvège (1994), Suisse(2003), Pays-Bas(2004), Finlande(2005), Belgique (2006), Pologne (réglementée depuis 2011).

Résistante, elle se répand localement très bien, au point de menacer la végétation d'origine.
Elle a été placée sur la liste noire établie par l'université de Genève et doit être éradiquée hors de ses habitats originels.
En Europe, le Lysichiton américain est inscrit depuis 2016 dans la liste des espèces exotiques envahissantes préoccupantes pour l’Union européenne. Cela signifie que cette espèce ne peut pas être importée, cultivée, commercialisée, plantée, ou libérée intentionnellement dans la nature, et ce nulle part dans l’Union européenne.
En France, cette espèce est légalement inscrite sur la liste annexe de l'arrêté du 14 février 2018 relatif aux espèces végétales exotiques envahissantes sur le territoire métropolitain. Après avoir été d'abord signalée en Haute-Vallée du Furan en 1995 à Le Bessat, en mars 2015 cette était aussi présente à Tarentaise (Loire) puis à Saint-Léonard-de-Noblat (Haute-Vienne), puis dans le Rhône, les Vosges.

## Utilisations
Le lysichiton américain a été utilisé comme nourriture, comme médicament et aussi dans la culture matérielle des Amérindiens du nord-ouest de l’Amérique du Nord (S. A. Thompson 1995). Bien que considéré comme un aliment de famine et faisant rarement partie de l’alimentation dans des conditions normales, presque toutes les parties ont été consommées. Les parties les plus importantes et les plus largement utilisées du Lysichiton americanus étaient peut-être les grandes feuilles cireuses, qui remplissaient les mêmes fonctions que le papier ciré aujourd’hui. L’utilisation médicinale des feuilles, en particulier comme cataplasme pour les brûlures et les blessures, était répandue chez les Amérindiens du nord-ouest.
Comme le Symplocarpus foetidus, cette espèce est largement plantée dans les jardins européens.